# Maryse Abendanon
Maryse Abendanon (Amsterdam, 15 november 1966) is een vroegere Nederlands hockeyster.
Tijdens haar middelbareschooltijd op het Baarnsch Lyceum speelde zij in de landelijke B- en later A-jeugd. Nadat ze was opgevallen in de B-jeugd van hockeyclub Baarn, stapte zij over naar de op het hoogste landelijk niveau spelende Laren. Op achttienjarige leeftijd werd ze geselecteerd in de hockeyselectie voor Jong Oranje. In deze tijd stapte ze over naar hockeyclub Amsterdam. Ze zou daarna zestienmaal uitkomen voor het Nederlands elftal. In 1987 won ze in Amstelveen met het nationale team de Champions Trophy en het Europees Kampioenschap in Londen.
Na haar carrière werd zij trainer van MHC Muiderberg en BMHV.